# Петровице (Битча)
Петровице (слч. Petrovice) насељено је мјесто са административним статусом сеоске општине (слч. obec) у округу Битча, у Жилинском крају, Словачка Република.

## Становништво
| Година:    | 1994. | 2004.   | 2014.   | 2024.   |
| ---------- | ----- | ------- | ------- | ------- |
| Број људи: | 1339  | 1472    | 1559    | 1671    |
| Разлика:   |       | +9,93 % | +5,91 % | +7,18 % |

| Година:    | 2023. | 2024.   |
| ---------- | ----- | ------- |
| Број људи: | 1663  | 1671    |
| Разлика:   |       | +0,48 % |

Према подацима о броју становника из 2024. године насеље је имало 1671 становника.